# Olpé
Olpé je starořecká nádoba, z níž se rozlévalo, případně pilo víno. Má podstavec a jedno ucho. Jedná se však o různé typy konvic.
V oblibě ji měli korintští malíři váz. Používali černofigurovou techniku. 

## Zajímavost
Název se vyskytuje v křížovkách (starořecká váza na 4 písmena).

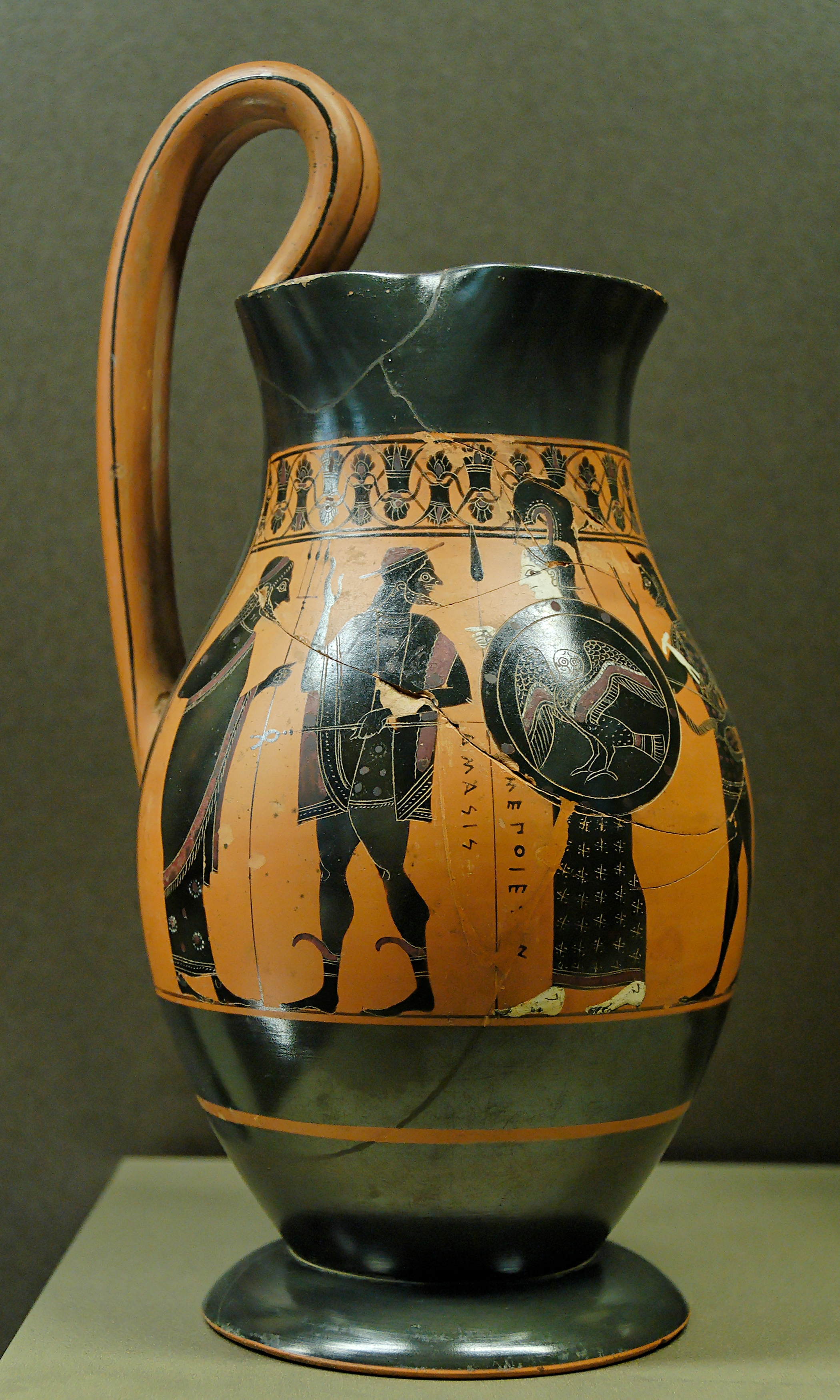